# Qiangchenmo Qu
Qiangchenmo Qu (kinesiska: 羌臣摩曲) är ett vattendrag i Kina. Det ligger i den autonoma regionen Tibet, i den sydvästra delen av landet, omkring 1 300 kilometer nordväst om regionhuvudstaden Lhasa.
Genomsnittlig årsnederbörd är 232 millimeter. Den regnigaste månaden är september, med i genomsnitt 39 mm nederbörd, och den torraste är november, med 1 mm nederbörd.